# Садки (Острожская городская община)
Садки (укр. Садки) — село в Острожской городской общине Ровненского района Ровненской области Украины.
До 2020 года входило в Острожский район.
Население в 2024 году составляло 157 человек. Население по переписи 2001 года составляло 262 человека. Почтовый индекс — 35812. Телефонный код — 3654. Код КОАТУУ — 5624287103.